# نيل باترسون (منافس ألعاب قوى)
نيل باترسون (بالإنجليزية: Neil Patterson)‏ هو منافس ألعاب قوى أمريكي، ولد في 27 يوليو 1885 في ديترويت في الولايات المتحدة، وتوفي في 20 ديسمبر 1948 في لوس أنجلوس في الولايات المتحدة.

## وصلات خارجية
- نيل باترسون على موقع أوليمبيديا (الإنجليزية)